# 우산해저융기부
우산해저융기부(Usan Ridge)는 울릉도 북방 약100km 지점에 있는 해저융기부이다.

## 해양지명
수로업무법  제33조의4 제1항의 규정에 의거 해양지명위원회에서 심의·결정한 해양지명은 다음과 같다.
- 제정 해양지명 : 우산해저융기부
- 대표위치(WGS-84) : 37°49´ N, 131°06´ E에서 38°06´ N, 131°49´ E까지
- 범위 : 울릉도 북방 약100km 지점을 중심으로 좌우로 약 30~40km에 걸쳐 형성된 해저 융기부이며, 수심은 약 550 ~860m임

## 명칭 유래
울릉도의 옛 지명인 우산국(于山國)에서 '우산(于山)'이라는 명칭을 차용하였다.